# Gonypetyllina
Gonypetyllina – podplemię modliszek z rodziny Gonypetidae i podrodziny Gonypetinae.

## Morfologia i zasięg
Modliszki osiągające niewielkie jak na przedstawicieli rzędu rozmiary ciała. Tułów ich odznacza się skróconym, zwartym przedpleczem o metazonie co najwyżej półtorakrotnie dłuższej od prozony. Rozszerzenia krawędzi przedplecza przysłaniają rozszerzenia nadbiodrowe. U samic skrzydła uległy całkowitemu zanikowi.
Dwa rodzaje z tego plemienia zamieszkują krainę orientalną, a jeden, Holaptilon, występuje na obszarze krainy palearktycznej.

## Taksonomia
Takson ten wprowadzony został przez Christiana J. Schwarza i Rogera Roya w 2019 roku na łamach „Annales de la Société entomologique de France” jako jedno z czterech podplemion w obrębie plemienia Gonypetini. Zalicza się do niego siedem opisanych gatunków, sklasyfikowanych w trzech rodzajach:
- Armeniola Giglio-Tos, 1915
- Gonypetyllis Wood-Mason, 1891
- Holaptilon Beier, 1964

Dokonana w 2014 roku przez Tushara Kantiego Mukherjee, Reinharda Ehrmanna i Parbati Chatterjee synonimizacja z Gonypetyllis rodzajów Haldwania i Paula budzi wątpliwości wśród części systematyków.